# پال کمبل
پال کمبل (انگلیسی: Paul Campbell؛ ‏ ‎/ˈkæmbəl/‎؛ زادهٔ ۲۲ ژوئن ۱۹۷۹) بازیگر اهل کانادا است.
از فیلم‌ها یا برنامه‌های تلویزیونی که وی در آن نقش داشته است، می‌توان به نایت رایدر، ناوبر فضایی گالاکتیکا، مشت‌زن و آفرینش اشاره کرد.